# Estación de Torrent
Torrent es una estación-intercambiador y terminal de las líneas 1, 2 y 7 de Metrovalencia. Se encuentra en la calle San Nicolás 1, en el municipio de Torrente.
La estación consta de tres vías separadas por dos andenes. A partir de esta se dividen las vías, ya que la línea 1 va por el trazado en dirección hacia Castelló, mientras que las líneas 2 y 7 van en dirección hacia Torrent Avinguda.

## Historia
Fue inaugurada el 8 de octubre de 1988, junto con el resto de estaciones de las líneas 1 y 2.
Del 30 de octubre de 2024 al 26 de junio de 2025, a consecuencia de las graves inundaciones acontecidas en la provincia de Valencia, la estación permaneció cerrada. Se habilitaron servicios alternativos de autobuses con parada en las estaciones afectadas.